# Trachyzelotes bardiae
Trachyzelotes bardiae är en spindelart som först beskrevs av Lodovico di Caporiacco 1928.  Trachyzelotes bardiae ingår i släktet Trachyzelotes och familjen plattbuksspindlar. Inga underarter finns listade i Catalogue of Life.